# Watermolenbrug

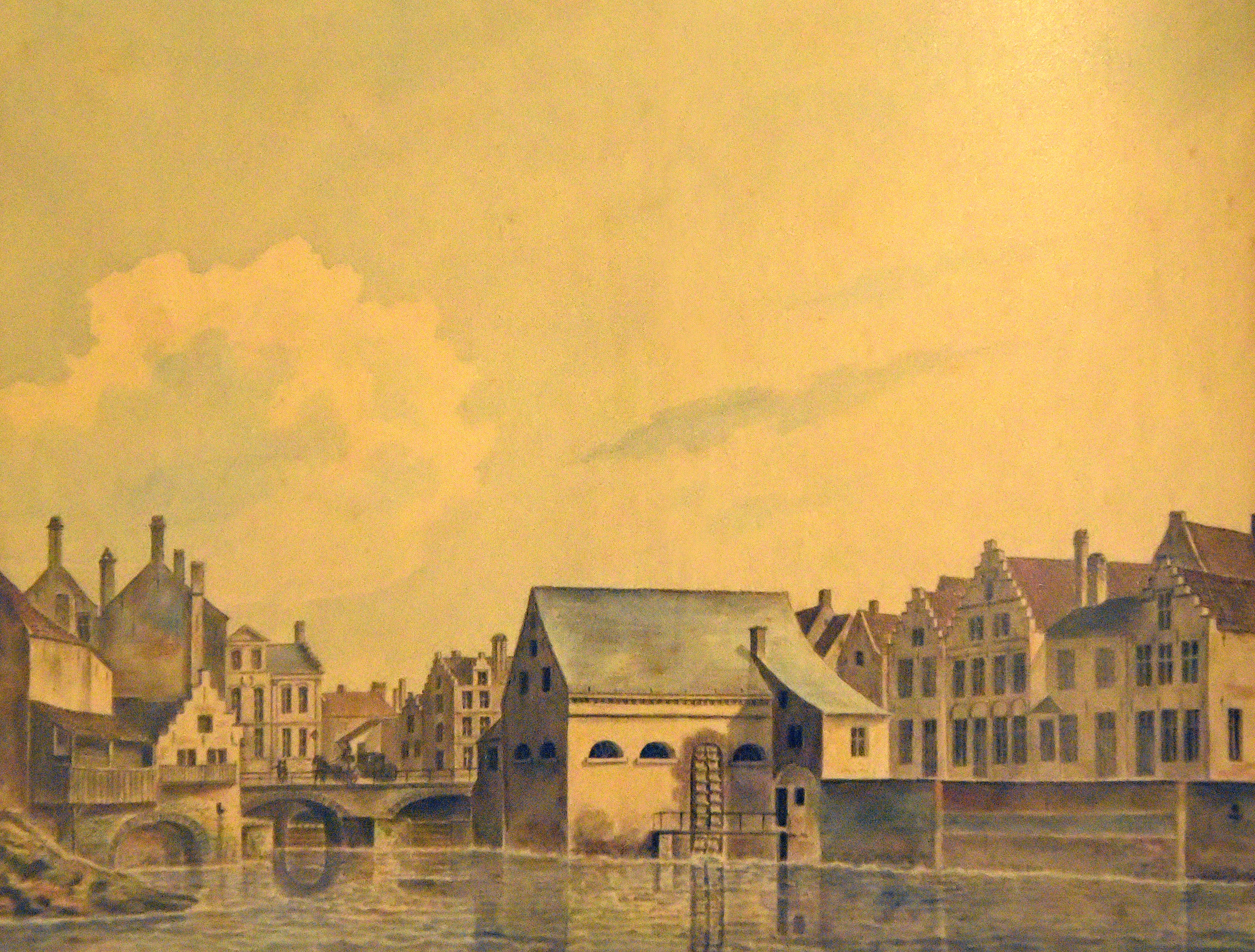
De watermolen op een schilderij van Jean-Baptiste Joseph Wynantz (ca. 1820)

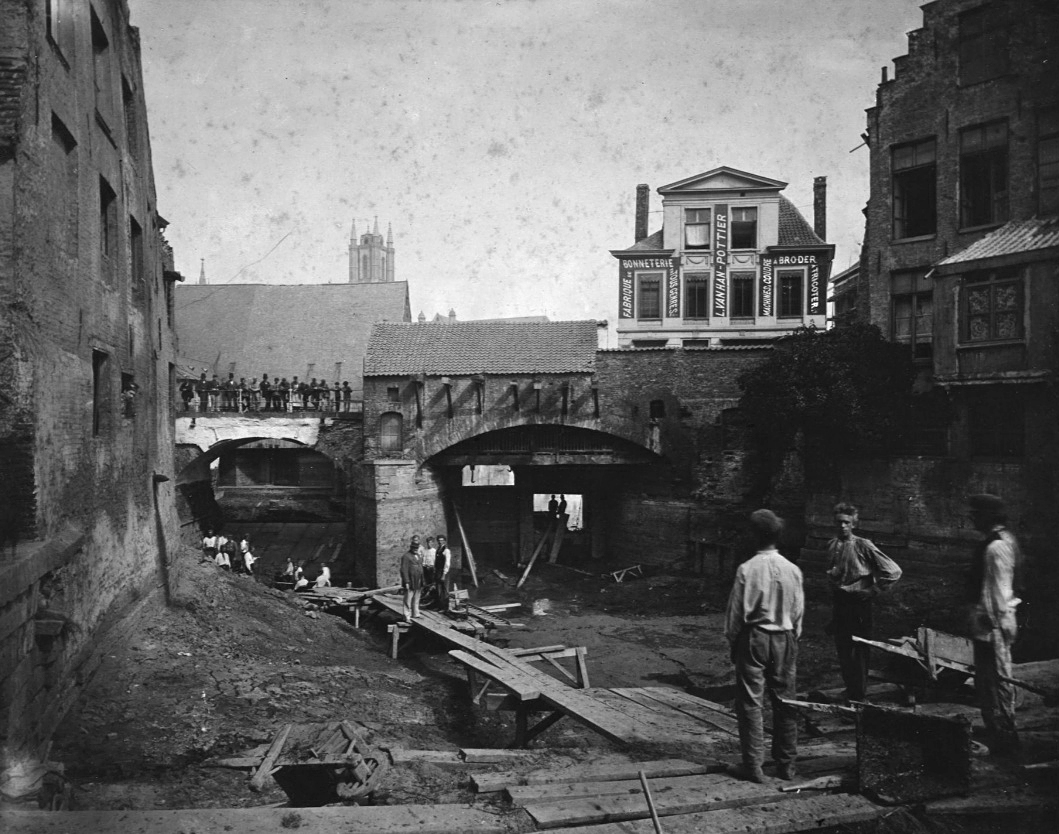
De watermolen achteraan links en de brug in 1876

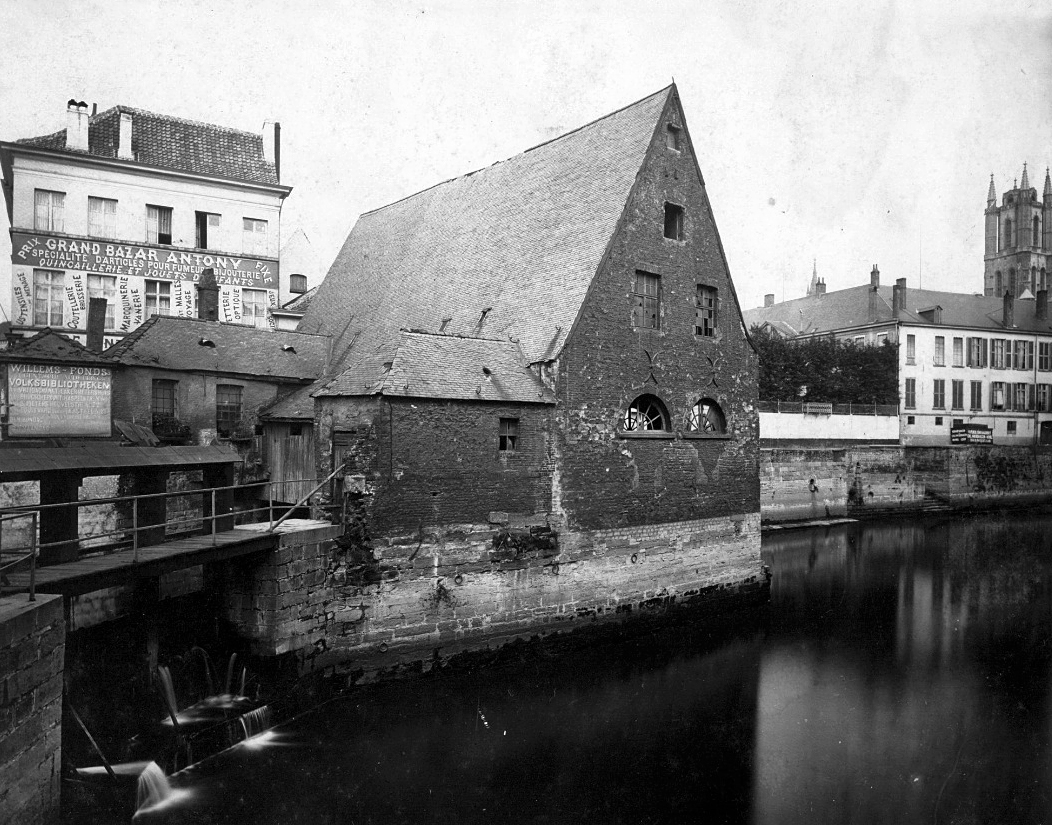
De watermolen vóór 1884

De Watermolenbrug, ook Brabantbrug of Braembrug genoemd, is een brug over de Nederschelde in de Belgische stad Gent. De brug ligt op de Brabantdam, een straat die het Sint-Annaplein met het centrum verbindt. Hij werd gebouwd in 1779 naar ontwerp van Louis 't Kindt naast de toen afgebroken Brabantpoort. In Gent worden de openingen in deze brug ook Braemgaten genoemd, naar een belangrijke familie die dichtbij woonde.

## Geschiedenis
De naam van de brug verwijst naar een watermolen die vlak bij de noordelijke kant van de brug, op de linkeroever van de Nederschelde of Reep stond. De watermolen werd gebouwd in 1290. In 1874 werd hij buiten werking gesteld en in 1881 afgebroken. 
De brug steunde met één middenpijler in het water. De linkse (noordelijke) opening leidde naar de watermolen. In de rechtse (zuidelijke) opening zat een stuw, die door hefdeuren het waterpeil regelde. In 1884 werd de Nederschelde vanaf deze plaats en tot aan het Geraard De Duivelsteen overwelfd en omgevormd tot het François Laurentplein.

## De watermolen en waterzooi
Het Gentse gerecht waterzooi zou hier ontstaan zijn. Bij het malen van graan waaide er bloem in het water en daardoor tierde de vis hier welig. Gentenaars hadden weinig moeite om hem te vangen. Toen de molen verdween verdween ook de vis en verving men het waterzooi-ingrediënt vis door kip.
Academiebrug · Albertina Sisulubrug · André Denysbrug · Appelbrug · Asselsbrug · Bargiebrug · Bataviabrug · Bavobrug · Beekstraatbrug · Blaarmeersenbrugbrug · Brug der Keizerlijke Geneugten · Brugsevaartbrug · Buchtenbrug · Buchtenspoorbrug · Calcuttabrug · Charles Marcellisbrug · Contributiebrug · Dampoortbrug · Destelbergenbrug · Drongenbrug · Ekkergembrug · Emiel Clausbrug · Europabrug · Eversteinbrugbrug · Eversteinspoorbrug · Ferdinand Lousbergsbrug · François Laurentbrug · Fransevaartbrug · Gaardeniersbrug · Gasmeterbrug · Gebroeders Van Eyckbrug · Gentbruggebrug · Goedingebrug · Grasbrug · Griendijkbrug · Groendreefbrug · Groene Valleibrug · Groot-Brittanniëbrug · Grootdokbrug · Guldenmeersbrug · Heernisspoorbrug · Heinakkerbrug · Hoofdbrug · Hospitaalbrug · Hundelgembrug · Hutsepotbrug · Industriebrug · Jan Palfijnbrug · John Kennedybrug · Jozef Ghuislainbrug · Kaaksmetebrug · Kappebrug · Keizerbrug · Keizerviaduct · Ketelbrug · Klaverbladbrug · Koning Albertbrug · Koning Willembrug · Krommewalbrug · Langerbruggebrug · Leiebrug · Lievebrug · Louisa d'Havébrug · Maaltebrug · Malemvoetbrug · Mariakerkebrug · Matadibrug · Meierijbrug · Melkhambrug · Mendonkbrug · Merelbekebrug · Meulestedebrug · Minnemeersbrug · Moskoubrug · Muidebrug · Muinkbrug · Napoleon de Pauwbrug · Nieuwbrug · Nieuwebosbrug · Nieuwekalebrug · Nieuwescheldebrug · Nieuwevaartbrug · Oktrooibrug · Onthoofdingsbrug · Ottergembrug · Oudescheldebrug · Parkbosbruggen · Pontbrug · Predikherenbrug · Rabotbrug · Recolettenbrug · Rietkenbrug · Rozemarijnbrug · Sint-Agnetebrug · Sint-Antoniusbrug · Sint-Denijsbrug · Sint-Jorisbrug · Sint-Lievensbrug · Sint-Lievensviaduct · Sint-Martinusbrug · Sint-Michielsbrug · Skaldenbrug · Slachthuisbrug · Snepbrug · Snepdijkbrug · Snepvoetbrug · Spanjeveerbrug · Stropbrug · Stropspoorbrug · Ter Platenbrug · Theresianenbrug · Tolhuisbrug · Tweegatenbrug · Verapazbrug · Verlorenkostbrug · Viaduct van Gentbrugge · Visserijkombrug · Vleeshuisbrug · Voorhavenbrug=Wiedauwkaaibrug · Waalbrug · Walpoortbrug · Warmoezeniersbrug · Watermolenbrug · Westerringspoorbrug · Wijdenaardbrug · Wondelgembrug · Zoé Borluutbrug · Zomerweibrug · Zuiderlaanbrug · Zuivelbrug · Zwijnaardebrug · Zwijnaardekanaalbrug · Zwijnaardekasteelbrug